# 富爾氏鰳
富爾氏鰳為輻鰭魚綱鲱形目鋸腹鰳科的其中一種，為熱帶海水魚，分布於東太平洋薩爾瓦多至秘魯北部半鹹水、海域，深度0-50公尺，體長可達33公分，棲息在沿海、河口水域，以浮游性甲殼類為食，生活習性不明，可做為食用魚。

## 擴展閱讀
維基物種上的相關：富爾氏鰳